# 片山博臣
片山 博臣（かたやま ひろおみ、1947年1月4日 -  ）は、日本の経営者。紀陽銀行頭取を務めた。

## 来歴・人物
和歌山県出身。1970年に京都大学法学部を卒業し、1972年に紀陽銀行に入行した。1997年9月に取締役に就任し、2001年5月に常務を経て、2002年4月に頭取に就任。2006年2月には紀陽ホールディングス社長に就任。2015年6月から2020年6月までに会長を務めた。
2020年11月に旭日小綬章を受章。